# Musée Pierre-Corneille (Rouen)
Pour les articles homonymes, voir Musée Pierre-Corneille.
Le musée Pierre-Corneille est un musée consacré à l'écrivain Pierre Corneille, situé dans sa maison natale à Rouen, à proximité de la place du Vieux-Marché. Pierre Corneille, qui y est né le 6 juin 1606, y a vécu pendant 56 ans, écrivant ses pièces dont Le Cid, avant de vendre cette maison de famille en 1683.

## Histoire

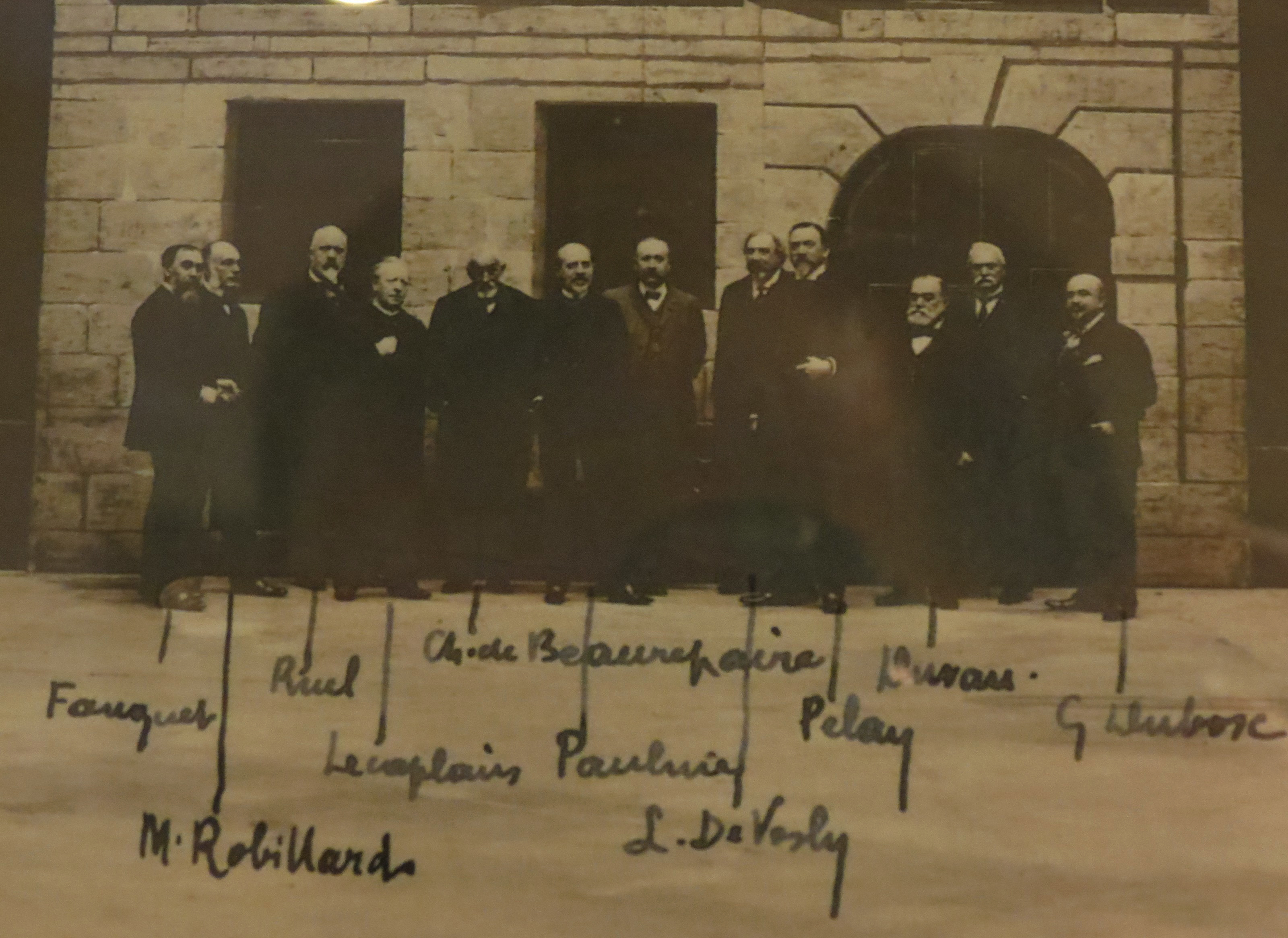
Extrait d'une photographie prise entre 1906 et 1908 des acteurs du rachat de la maison de Pierre Corneille devant une fausse façade reconstituée pour le bicentenaire de sa mort en 1884 au musée des Beaux-Arts de Rouen. Y figurent de gauche à droite : Eugène Fauquet, Georges de Robillard de Beaurepaire, Georges Ruel, Arthur Lecaplain, Charles de Beaurepaire, Henri Paulme, une personne inconnue, Léon de Vesly, Édouard Pelay, Duvau, une personne inconnue et Georges Dubosc.

La maison natale de Corneille, située 17, rue de la Pie (aujourd'hui au 4) à Rouen sur la paroisse Saint-Sauveur-du-Marché dont Corneille fut marguillier, est une propriété achetée par son grand-père en août 1584. Cette maison familiale est constituée de deux logis contigus, la « petite maison » (dans laquelle naît Pierre) et la « grande maison » (dans laquelle naît son frère Thomas et sa sœur Marthe, future mère de Bernard Le Bouyer de Fontenelle). À la mort de leur père en 1639, les deux frères héritent de leur maison natale respective, l'ensemble restant en indivision. Elles comportaient un jardin avec un puits commun, jardin disparu (de même que la « grande maison ») lorsqu'est créée une rue derrière la maison. Pierre Corneille revend sa maison 4 300 livres en 1683 à un chirurgien pour obtenir une rente pour sa fille Marguerite et l'établir dans un couvent où elle devient religieuse sous le nom de Sœur de la Trinité. La maison passe alors successivement dans la main de plusieurs propriétaires (serrurier, cabaretier).
Constitué en 1906 à l'occasion du tricentenaire de la naissance du dramaturge, un Comité de rachat réunit les fonds et en 1912 fait don de la maison à la ville de Rouen qui entreprend sa restauration (notamment sa façade sud reconstruite vers 1856 détruite deux mètres en arrière en raison des règlements d'élargissement et d'alignement des rues) par l'architecte rouennais Georges Ruel. En 1917, le bibliophile rouennais Édouard Mélite offre sa bibliothèque cornélienne avec des éditions originales du dramaturge, des gravures, estampes et nombreux documents relatifs aux Corneille, au musée qui est inauguré en 1921.

## Le musée actuel

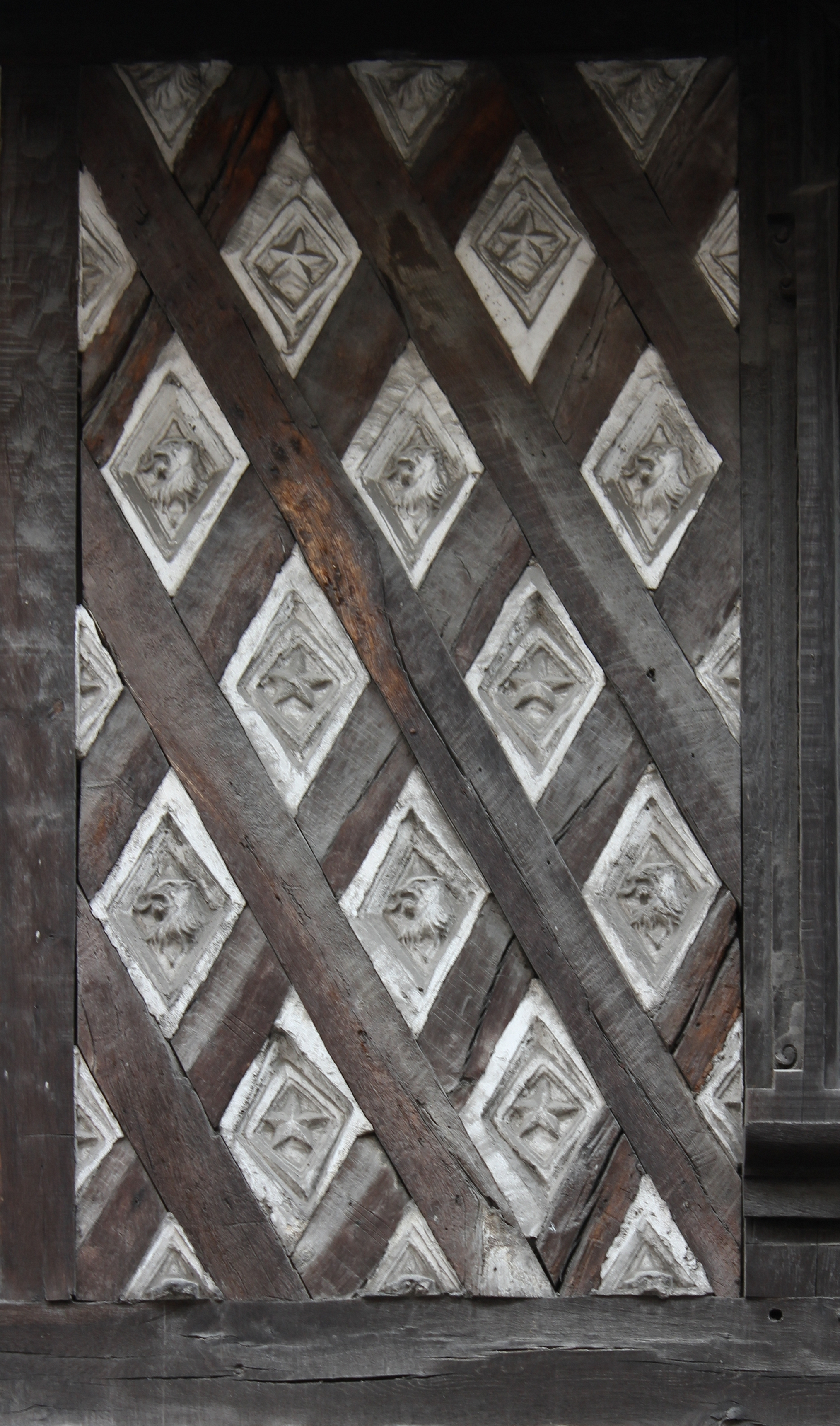
Pan de bois à motifs décoratifs.

La façade du musée comporte un rez-de-chaussée en pierre avec une porte en chêne, trois étages plus un comble. La façade sud donnant pignon sur rue, bien qu'elle ne soit pas d'origine, est typiquement normande avec ses pans de bois à grille avec de petits motifs sculptés, son essentage d'ardoise, ses poutres en croix de saint André composée. Les parties authentiques sont la façade postérieure, la cave, les murs latéraux et le puits. L'intérieur réunit des meubles de style Louis XIII reconstituant le cabinet de travail de Corneille (seul le secrétaire d’ébène est authentique).